# Lomanoxia
Lomanoxia (лат.) — род мирмекофильных пластинчатоусых жуков из подсемейства Aphodiinae (Scarabaeidae). Неотропика.

## Распространение
Центральная и Южная Америка.

## Описание
Мелкие жуки длиной от 4,3 до 5,2 мм. Тело овальное, от красновато-коричневого до почти чёрного. Голова гладкая. Переднеспинка широкая. Средние тазики широко разделённые, плоские, расположенные рядом с надкрыльями у их основания. Средние и задние голени с 2 вершинными шпорами. Живут в гнёздах муравьёв, в том числе, в муравейниках листорезов рода Atta.

## Систематика
В составе рода 7 видов:
- Lomanoxia alternata Krikken, 1972[2]
- Lomanoxia canthonopsis Skelley & Howden, 2004[5]
- Lomanoxia chacocola Krikken, 1972[2]
- Lomanoxia costulata Harold, 1867[6]
  - =Euparia costulata Harold, 1867
- Lomanoxia ituensis Stebnicka, 1999[7]
- Lomanoxia melloi Stebnicka, 1999[7]
- Lomanoxia ovalis Schmidt, 1911[8]